# Liste de minéraux
Cette liste de minéraux recense les espèces minérales classées selon plusieurs critères : l'ordre alphabétique de leur nom et leur classe cristallochimique suivant la classification de Strunz. En février 2023, l'association internationale de minéralogie recense 6 132 espèces minérales, dont 5 901 sont reconnues par l'association.

## Liste de minéraux par ordre alphabétique
Cette liste (non exhaustive) répertorie les minéraux sous leurs noms français usuels. Elle comprend également les noms de variétés d'espèces minérales, lorsque ces variétés présentent un caractère remarquable (gemmes, par exemple).

## Liste de minéraux par famille chimique
Voici les principaux minéraux du collectionneur ou du géologue, présentés selon les 10 familles de la classification de Strunz (9e édition, 2001), avec leur formule chimique et leur système cristallin :

### I- Éléments natifs
Au sens strict, les éléments natifs sont des minéraux composés d'un seul élément chimique, mais la 1re classe comprend aussi les carbures, nitrures, phosphures et siliciures.
- Métaux
  - Argent natif Ag cubique
  - cuivre natif Cu cubique
  - or natif Au cubique
  - platine natif Pt cubique
  - plomb natif Pb cubique
  - vanadium natif V
- Métalloïdes
  - arsenic natif As trigonal à réseau rhomboédrique
  - antimoine natif Sb rhomboédrique
- Non-métaux
  - diamant C cubique
  - graphite C hexagonal
  - soufre natif S orthorhombique
- Carbures
  - cohénite (Fe,Ni,Co)3C
- Phosphures
  - schreibersite (Fe,Ni)3P

### II- Sulfures - Sulfosels
- Sulfures
  - acanthite Ag2S monoclinique
  - argentite Ag2S cubique
  - bornite (érubescite) Cu5FeS4
  - chalcopyrite CuFeS2 quadratique
  - chalcocite Cu2S
  - cinabre HgS trigonal à réseau hexagonal
  - cobaltite CoAsS cubique
  - covellite CuS
  - cubanite CuFe2S3 quadratique
  - énargite Cu3AsS4
  - djurleite Cu31S16
  - freibergite (Ag,Cu,Fe)12(Sb,As)4S13
  - galène PbS cubique
  - marcassite (ou marcasite) FeS2 orthorhombique
  - orpiment As2S3 monoclinique
  - pyrite FeS2 cubique
  - pyrrhotite Fe1-xS hexagonal
  - réalgar AsS monoclinique
  - semseyite Pb9Sb8S21
  - sphalérite ZnS cubique
  - stibine Sb2S3 orthorhombique
  - Sulvanite Cu3VS4

- Arséniures
  - skuttérudite-smaltite-chloantite (Co, Ni)As3 et (Ni, Co)As3 cubique

- Séléniures
  - clausthalite PbSe cubique

- Tellurures
  - sylvanite AgAuTe4 monoclinique

- Sulfosels
  - bournonite (2 PbS . Cu2S . Sb2S3) orthorhombique
  - énargite Cu3AsS4 orthorhombique
  - proustite Ag3AsS3 trigonal à réseau rhomboédrique
  - pyrargyrite Ag3SbS3 trigonal à réseau rhomboédrique
  - tennantite Cu3AsS3,25 cubique
  - tétraédrite Cu3SbS3,25 cubique

### III- Oxydes et Hydroxydes
- Oxydes
  - anatase TiO2 quadratique
  - brookite TiO2 orthorhombique
  - cassitérite SnO2 quadratique
  - chrysobéryl Al2BeO4 orthorhombique
  - corindon Al2O3 trigonal à réseau rhomboédrique
  - hématite Fe2O3 trigonal à réseau rhomboédrique
  - goethite HFeO2 orthorhombique
  - ilménite FeTiO3 trigonal à réseau rhomboédrique
  - manganite MnO(OH) monoclinique
  - niobite (Fe,Mn)(Nb,Ta)2O6 orthorhombique
  - périclase MgO cubique
  - rutile TiO2 quadratique
  - Spinelle :
    - chromite Cr2O3FeO cubique
    - magnétite Fe3O4 cubique
    - spinelle Al2MgO4 cubique

  - tantalite (Fe,Mn)(Ta,Nb)2O6 orthorhombique
- Hydroxydes
  - gibbsite Al(OH)3 monoclinique

### IV- Halogénures ou Haloïdes
- Chlorures
  - atacamite Cu2Cl(OH)3 orthombique
  - boléite KPb26Ag9Cu24Cl62(OH)48 cubique
  - halite NaCl cubique
  - mitscherlichite K2CuCl4 • 2 H2O quadratique
  - sylvine KCl cubique
- Fluorures
  - cryolithe Na3AlF6 monoclinique
  - fluorine CaF2 cubique

### V- Carbonates, Nitrates
- Carbonates
  - ankérite Ca(Fe,Mg,Mn)(CO3)2 trigonal à réseau rhomboédrique
  - aragonite CaCO3 orthorhombique
  - aurichalcite (Zn,Cu)5(OH)6(CO3)2 orthorhombique
  - azurite Cu3(CO3)2(OH)2 monoclinique
  - calcite CaCO3 trigonal à réseau rhomboédrique
  - cérusite PbCO3 orthorhombique
  - dolomite MgCa(CO3)2 trigonal à réseau rhomboédrique
  - kutnohorite Ca(Fe,Mg,Mn)(CO3)2
  - malachite Cu2CO3(OH)2 monoclinique
  - magnésite MgCO3 trigonal à réseau rhomboédrique
  - phosgénite Pb2Cl2CO3 quadratique
  - rhodochrosite MnCO3 trigonal à réseau rhomboédrique
  - sidérite FeCO3 trigonal à réseau rhomboédrique
  - smithsonite ZnCO3 trigonal à réseau rhomboédrique
  - hydrozincite Zn5(CO3)2(OH)6 monoclinique
  - rosasite
- Nitrates
  - gwihabaïte (NH4)1-xKxNO3, x < 1
  - lislkirchnerite Pb6Al(OH)8Cl2(NO3)5 · 2 H2O
  - nitrammite NH4NO3
  - nitre KNO3
  - nitrobarite Ba(NO3)2
  - nitrocalcite Ca(NO3)2 · H2O
  - nitromagnésite Mg(NO3)2 · 6 H2O
  - nitronatrite NaNO3
- Iodates
  - seeligérite Pb3Cl3(IO3)O

### VI- Borates
Voir la catégorie « Borate (minéral) ».

### VII- Sulfates, Chromates, Molybdates, Tungstates
- Sulfates
  - anglésite PbSO4 orthorhombique
  - anhydrite CaSO4 orthorhombique
  - barite BaSO4 orthorhombique
  - célestine SrSO4 orthorhombique
  - chalcantite CuSO4 • 5 H2O triclinique
  - gypse CaSO4 • 2 H2O monoclinique
  - linarite PbCuSO4(OH)2 monoclinique
- Chromates
  - crocoïte PbCrO4 monoclinique
- Molybdates
  - powellite CaMoO4 quadratique
  - wulfénite PbMoO4 quadratique
- Tungstates
  - wolframite (Mn,Fe)WO4 monoclinique
  - scheelite CaWO4 monoclinique

### VIII- Phosphates, Arséniates, Vanadates
- Phosphates
  - apatite Ca5(PO4)3(OH,F,Cl) hexagonal
  - autunite Ca[UO2(PO4)2 • 10 H2O quadratique
  - brazilianite NaAl3(OH)2(PO4)2 monoclinique
  - monazite (Ce,La,Th)PO4 monoclinique
  - newbéryite MgHPO4 • 3 H2O orthorhombique
  - pyromorphite Pb5[Cl(PO4)3 hexagonal
  - torbernite Cu[UO2PO4]2 • 10 H2O quadratique
  - turquoise CuAl6[PO4(OH)2]4 • 4 H2O triclinique
  - variscite AlPO4 • 2 H2O quadratique
  - vivianite Fe3(PO4)2 • 8 H2O monoclinique
  - wavellite Al3(OH)3(PO4)2 • 5 H2O orthorhombique
  - xénotime YPO4 orthorhombique

- Antimoniates
  - shakhovite Hg4SbO3(OH)3 monoclinique

- Arséniates
  - adamite Zn2AsO4OH orthorhombique
  - érythrite Co3(AsO4)2 • 8 H2O monoclinique
  - olivénite Cu2AsO4(OH) orthorhombique
  - conichalcite CaCuAsO4(OH)
  - euchroïte Cu2AsO4(OH) • 3 H2O
  - krautite MnIIAsO3OH • H2O

- Vanadates
  - vanadinite Pb5(VO4)3Cl hexagonal
  - descloizite Pb(Zn,Cu)VO4OH orthorhombique

### IX- Silicates
- Tectosilicates
  - feldspath :
    - celsiane Si2Al2O8Ba triclinique
    - orthose Si3AlO8K monoclinique
    - albite Si3AlO8Na triclinique
    - anorthite Si2Al2O8Ca triclinique
    - scapolite quadratique
    - marialite (AlSi3O8)Na8(Cl2,SO4,CO3) quadratique
    - méionite (Al2Si2O8)Ca8(Cl2,SO4,CO3) quadratique

  - quartz SiO2 trigonal à réseau hexagonal
  - opale SiO2 • n H2O amorphe
  - scolécite CaAl2Si3O10 • 3 H2O monoclinique
  - feldspathoïde :
    - haüyne Na-Ca4-8(SO4)1-2(SiAlO4)6 cubique
    - leucite KAlSi2O6 quadratique
    - néphéline Na3KAlSiO4 hexagonal
    - noséane Na2SO4(SiAlO4)6 cubique
    - sodalite Na8(Al6Si6O24)Cl2 cubique
    - zéolite X2[(Al,Si)O2]x • n H2O orthorhombique ou monoclinique, X= Na, Ca, K ou Ba 
      - stilbite CaAl2Si7O18 • 7 H2O monoclinique
      - natrolite Na2AlSi3O10 • 2 H2O orthorhombique

- Nésosilicates (ou Orthosilicates) Si:O = 1:4
  - grenat X3Y2(SiO4)3 cubique
    - X = Mg, FeII, Mn ou Ca
    - Y = Al, FeIII, Cr, Zr, V ou Ti

  - péridot ou olivine X2SiO4 orthorhombique
    - X = Mg, Ca, Fe ou Mn (voire Zn, Ni, Cr)

  - zircon ZrSiO4 quadratique
  - andalousite Al2SiO5 orthorhombique
  - disthène Al2SiO5 triclinique
  - sillimanite Al2SiO5 orthorhombique
  - staurotide FeII2Al9O6(O,OH)2[SiO4]4 orthorhombique
  - topaze Al2(F,OH)2[SiO4] orthorhombique
  - titanite (ou sphène) CaTiSiO4 monoclinique

- Sorosilicates
  - épidote Ca2FeIIIAl2(O,OH)SiO4Si2O7 monoclinique
  - zoïsite (variété d'épidote) Ca2Al3[SiO4O(OH)Si2O7] orthorhombique
  - axinite Ca2(Fe,Mg,Mn)Al2[BO3OHSi4O12] triclinique
  - bertrandite Be4Si2O7(OH)2 orthorhombique
  - pyrosmalite (FeII,Mn)8Si6O15(OH,Cl)10 hexagonal

- Cyclosilicates
  - béryl Al2[Be3Si6O18] hexagonal
  - cordiérite Mg2Al3(AlSi5O18) orthorhombique
  - dioptase Cu6Si6O18 • 6 H2O trigonal à réseau rhomboédrique
  - tourmaline Y3Al6Na(OH,F)4(BO3)3Si6O18 trigonal à réseau rhomboédrique
    - Y = Mg (dravite, noire)
    - ou (Fe,Mn) (schlor ou schlorite, brune à verte)
    - ou (Al,Li) (elbaïte, bleu clair) (rubellite, rose)

- Inosilicates (ou métasilicates) Si:O 1:3 Si:O 4:11 Si:O 3:8
  - amphibole :
    - amphibole ferromagnésienne (Mg,Fe)7[Si8O22](OH,F)2 orthorhombique ou monoclinique
    - amphibole calcique :
      - trémolite Ca2Mg5[Si8O22](OH,F)2 monoclinique
      - actinote Ca2(Mg,Fe)5[Si8O22](OH,F)2 monoclinique
      - hornblende (Ca,Na,K)2(Mg,FeII,FeIII,Al)5[Si6(Si,Al)2O22](OH,F)2 monoclinique

    - amphibole sodique :
      - glaucophane Na2Mg3Al2[Si8O22](OH)2 monoclinique
      - riébeckite Na2FeII3FeIII2[Si8O22](OH,F)2 monoclinique

  - pyroxène XY(Z2O6)
    - X = Mg, FeII, Ca, Na ou Li ;
    - Y = Al, FeIII ou CrIII ;
    - Z = Si ou (Si,Al).
    - clinopyroxène monoclinique
    - orthopyroxène orthorhombique

  - pyroxénoïde :
    - rhodonite CaMn4Si5O15 triclinique
    - wollastonite Ca3Si3O9 triclinique

- Phyllosilicates (ou disilicates) Si:O = 2:5
  - apophyllite KFCa8Si8O20 • 8 H2O quadratique
  - mica XY2-3Z4O10(OH,F)2 monoclinique (mais il existe aussi des polytypes tricliniques, orthorhombiques, et trigonaux)
    - X = Ba, Ca, Cs, H2O, K, Na ou NH4 ;
    - Y = Al, CrIII, FeII, FeIII, Li, Mg, MnII, MnIII, VIII ou Zn ;
    - Z = Al, Be, FeIII ou Si.
    - biotite K(Mg,Fe)3Si3AlO10(OH,F)2 (noire, bronze)
    - céladonite K(Mg,Fe)(Fe,Al)[Si4O10](OH)2 (vert)
    - muscovite KAl2Si3AlO10(OH,F)2 monoclinique (blanche argenté, incolore)
    - lépidolite K(Li,Al)3(Si,Al)4O10(OH,F)2 (lilas claire, incolore)
    - Phlogopite KMg3Si3AlO10(OH)2 (brun, incolore)

  - serpentine Mg6[Si4O10(OH)2](OH)6 monoclinique ou orthorhombique

### X- Minéraux organiques
- abelsonite NiC32H36N4
- ambre
- caoxite Ca(C2O4) • 3 H2O
- copal
- corail rouge
- jais
- kaori
- mellite Al2C6(COO)6 • 16 H2O
- urée
- weddellite Ca(C2O4) • 2 H2O
- whewellite Ca(C2O4) • H2O